# Frage Sieben
Frage Sieben ist ein Filmdrama des Regisseurs Stuart Rosenberg aus dem Jahre 1961, das in deutsch-amerikanischer Koproduktion entstand.

## Handlung
Die SED betreibt ein Erziehungsprogramm mit dem Namen Erziehung zur sozialistischen Persönlichkeit. Durch Verweigerung eines höheren Schulabschlusses sollen Studenten somit ihren christlichen Glauben zu Gunsten der gewünschten politischen Ansichten aufgeben. Der 15-jährige Pastorensohn Peter Gottfried hofft auf die Aufnahme in ein Musikkonservatorium. Als Aufnahmeprüfung werden ihm sieben Fragen vorgelegt. Die letzte Frage betrifft den Haupteinfluss seiner sozialistischen Erziehung. Peter erkennt, dass er seinen Glauben und seine religiösen Überzeugungen verleugnen muss. Er sucht nach Hilfe aus seinem Dilemma.
Während Peters Lehrer Starke ihn zu überzeugen versucht, die von der Partei geforderte Antwort zu geben, bestärken ihn sein Vater und seine Freundin Anneliese darin, für seine Überzeugung einzustehen. Als die Partei Peter die Möglichkeit in Aussicht stellt, am Berliner Jugendfestival, einem Musikwettbewerb, teilzunehmen, akzeptiert er trotz aller Proteste seines Vaters die Vorgaben der Partei. In Berlin wird ihm jedoch klar, dass er nur als Marionette von der Partei für die Öffentlichkeit benutzt wird. Er verlässt das Festival und flieht in den Westen.

## Kritiken
Das Lexikon des internationalen Films beschreibt diesen Film als „[e]indringlich und frei von Verzerrungen dargelegt am Konflikt eines evangelischen Pfarrers und seines Sohnes.“
Bosley Crowther von der New York Times hebt die „außerordentliche Aktualität und die dramatische Direktheit“ hervor.
Der TimeOut Filmguide kritisiert hingegen die „augenscheinliche Propaganda“. Zwar beinhalte die Geschichte genug dramatische Aspekte, doch werde sie auf gängige Stereotype und den Gut-und-Böse-Mechanismus reduziert.

## Auszeichnungen
Bei den Internationalen Filmfestspielen in Berlin wurde der Film mit dem Jugendpreis für den besten Spielfilm ausgezeichnet. Stuart Rosenberg gewann zudem den OCIC-Preis und wurde für den Goldenen Bären nominiert. Als bester abendfüllender Spielfilm gewann die Produktion das Filmband in Silber. Außerdem wurde der Film als bester Film mit dem NBR Award des National Board of Review geehrt.

## Hintergrund

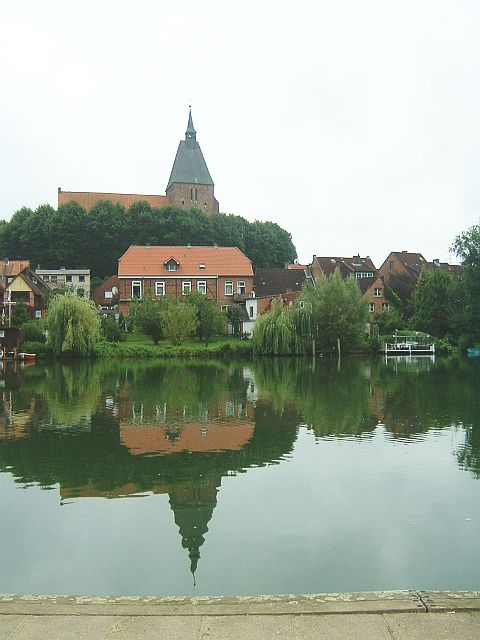
Im Film oft gezeigte Ansicht von Mölln alias Osterstadt

In kleineren Rollen sind Rolf von Nauckhoff als Herr Marschall, Günter Meisner als Herr Schmidt sowie Willy Trenk-Trebitsch, Gerd Vespermann, Nora Minor, Richard Handwerk, Stefan Schnabel, Hans Schumm, Reginald Pasch und Erik Jelde zu sehen.
Der Hauptteil der Handlung spielt in dem fiktiven DDR-Landstädtchen Osterstadt, in dem gerade die Kampagne zur Kollektivierung der bäuerlichen Landwirtschaft zu Landwirtschaftlichen Produktionsgenossenschaften läuft. Einige entscheidende Szenen spielen in Berlin. Im Nachspann wird erwähnt, dass große Teile des Films in Mölln gedreht worden sind. Der Film wurde noch vor dem Bau der Berliner Mauer im Juni 1961 bei den Internationalen Filmfestspielen in Berlin uraufgeführt. Der allgemeine Kinostart fand in den USA am 28. September und in der Bundesrepublik am 16. Oktober 1961 statt.